# باو فرانش
باو فرانش (25 يوليو 1988 ببيتشي في إسبانيا - ) (بالإسبانية: Pau Franch Franch)‏ هو لاعب كرة قدم إسباني في مركز الهجوم. لعب مع أولمبيك تشاتيفا ونادي ألكويانو ونادي كاستييون ونادي لورقة والنادي الرياضي بدانية ونادي أراندينا لكرة القدم وCD Castellón B ‏.

## وصلات خارجية
- باو فرانش على موقع قاعدة بيانات كرة القدم.إي يو (الإنجليزية)
- باو فرانش على موقع Soccerway.com (الإنجليزية)
- باو فرانش على موقع AS.com (الإسبانية)